# سپر (زمین‌شناسی)

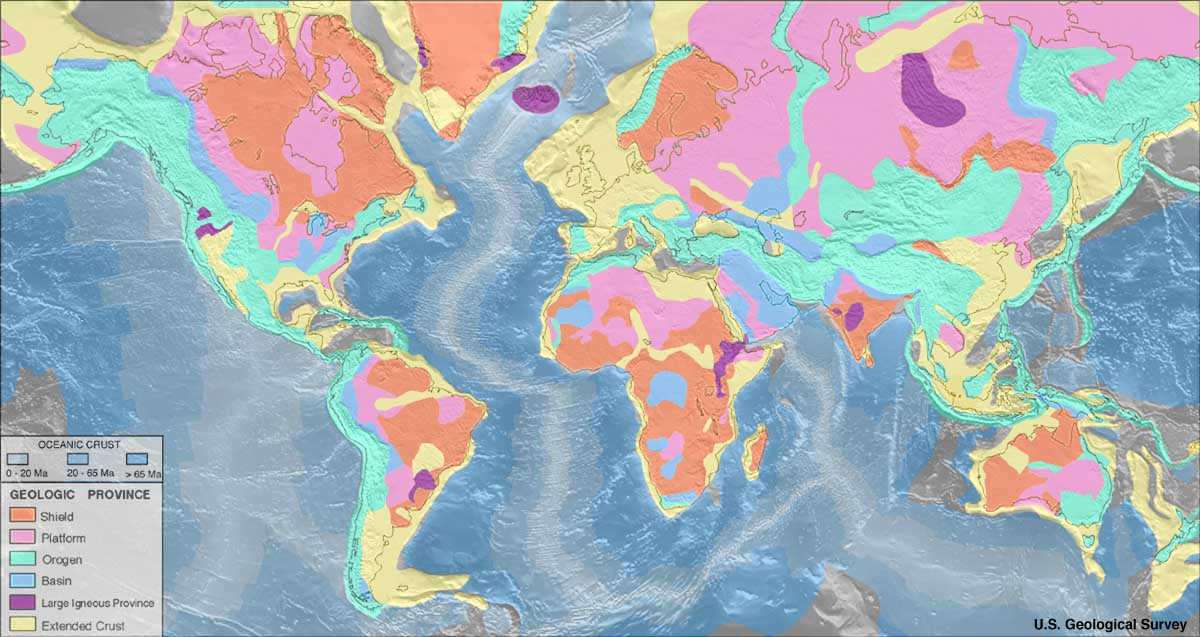
پراکندگی سپرها در سطح زمین (رنگ نارنجی)

سپر (Shield) در زمین‌شناسی به سرزمین‌های بسیار قدیمی که به‌صورت پیچیده و درهم بوده و در مقیاس وسیع حالت تحدب دارند گفته می‌شود. سپرها اغلب از نوع سنگ‌های دگرگون‌شده و پیچیده تشکیل یافته‌اند و گاهی توسط توده‌های بزرگ آذرین قطع شده‌اند. این زمین‌ها کمتر تحت تأثیر چین‌خوردگی قرار گرفته‌اند و رسوبات کمتری آن‌ها را پوشانده‌اند. سپرها مناطق پایداری هستند که به سمت بالا و پایین حرکتی ندارند و همچنین از نظر ایزوستازی نیز در حالت تعادل هستند.
مهم‌ترین سپرهایی که مربوط به پرکامبرین می‌باشند عبارتند از:
- سپر بالتیک: شامل مناطق مختلف اروپا (رشته‌کوه هبرید، اسکاتلند، توده آرموریکن و بوهم)
- سپر کانادا
- سپر آفریقا
- سپر گویان
- سپر برزیل
- سپر آمریکای جنوبی
- سپر هند
- سپر چین و سیبری
- سپر اسکاندیناوی

در چین، سیام و عربستان نیز مناطقی وجود دارند که از نظر تکتونیکی نیمه‌ثابت هستند.